# 10 Leutnants von West-Point
10 Leutnants von West-Point (Originaltitel: Ten Gentlemen from West Point) ist ein US-amerikanisches Militärdrama aus dem Jahr 1942. Unter der Regie von Henry Hathaway spielen George Montgomery, Maureen O’Hara und John Sutton die Hauptrollen. Das Drehbuch wurde durch eine Geschichte von Malvin Wald angeregt.

## Handlung
Die junge Carolyn Bainbridge aus Washington kämpft Anfang des 19. Jahrhunderts im Kongress dafür, dass die Militärakademie in West-Point ins Leben gerufen wird. Carolyns Vater war ein mit General Washington befreundeter Offizier und wurde einst auch in West-Point ausgebildet. Der Kongress beschließt einen Probebetrieb für die Dauer eines Jahres. Kaum wird das bekannt, kommen aus allen Teilen des Landes Kadetten, wie zum Beispiel der blaublütige Howard Shelton, Carolyns Verlobter, oder Joe Dawson, ein junger Holzfäller und Grenzbeamter aus Kentucky. Major Sam Carter, der Kommandant von West-Point und verantwortlich für die Ausbildung der Kadetten, gilt als Schinder, der Fehler mit strengen Disziplinarmaßnahmen ahndet. Im Grunde glaubt er nicht daran, dass junge Männer frisch vom College sich zu echten Soldaten und Kämpfern entwickeln können. Äußerst unzufrieden zeigt er sich auch über die vermoderten Uniformen und die Unterkunft für die Kadetten, die eher einer Scheune gleicht. Ginge es nach ihm, würde West-Point gleich wieder geschlossen werden.
Zwischen Howard Shelton und Joe Dawson herrscht von Anfang an ein gespanntes Verhältnis. Als Joe sich dann auch noch in Carolyn verliebt, wird es dramatisch. Da die Bedingungen in der Militärakademie derartig entmutigend sind, quittieren immer mehr Kadetten ihre Teilnahme, zumal sie von Carter auch noch mit zermürbenden Strafen belegt werden. Carters Plan besteht jedoch darin, dass kaum noch Schüler bleiben, was eine Schließung der Akademie beschleunigen würde. So sind es letztendlich nur noch zehn Kadetten, die trotz der miserablen Bedingungen durchhalten. Sie lauschen den Erzählungen des erfahrenen Ausbilders Florimond Massey, der ihnen von einer Schlacht von 732 erzählt, wo die Sarazenen vernichtend geschlagen worden seien. Die Motivation für diese Erzählungen ist, dass er die Kadetten bei der Stange halten und sie auf die Nachricht vorbereiten will, dass Häuptling Tecumseh sich mit seinem Stamm auf dem Kriegspfad befindet. Auf einem Patrouillegang wird Shelton von einem Indianer verletzt, woraufhin Dawson seinen Posten verlässt, um beide zu verfolgen, seinerseits verfolgt von Major Carter. Carter wird sodann ebenfalls von den Indianern gefangen genommen. Jetzt zeigt sich, was die Kadetten in West-Point wirklich gelernt haben, und das scheint sich gelohnt zu haben, denn es gelingt ihnen, die Indianer zu demoralisieren und taktisch klug zu agieren, was dazu führt, dass Carter sowie Shelton und Dawson, die verwundet sind, befreit werden können.
Carter zeigt sich beeindruckt und auch dankbar, muss Shelton und Dawson jedoch trotzdem rügen, da sie die Regeln verletzt haben. Würde man so etwas ungestraft durchgehen lassen, wäre ein Präzedenzfall für künftige Kadetten geschaffen. Aber auch Lob hat er für die Kadetten übrig. Er kann Dawson jedoch nicht dazu überreden, weiter in West-Point zu bleiben. Carolyn hat inzwischen erkannt, dass sie nicht Shelton, sondern Dawson liebt. Zusammen verlassen sie West-Point und die verbliebenen Kadetten in dem guten Gefühl, dass die Akademie erst einmal gerettet ist.

## Produktion, Hintergrund, Soundtrack
Die Dreharbeiten fanden vom 26. Dezember 1941 bis zum 18. März 1942 in Sherwood Forest in Kalifornien statt. Am 3. April 1942 wurden noch einige Szenen nachgedreht. Die West-Point-Sequenzen sollten ursprünglich in Monterey gedreht werden, was jedoch nicht möglich war, sodass eine etwa 35.000 $ teure Nachbildung der Akademie in Sherwood Forest gebaut wurde, die für einen weiteren Film der 20th Century Fox, The Loves of Edgar Allan Poe, stehengelassen wurde.
Für den Ton waren E. Clayton Ward und Roger Heman verantwortlich. Der Film markiert das Kinodebüt des Schauspielers und späteren Regisseurs Blake Edwards.
Die Arbeitstitel des Films lauteten Salute to Heroes und School for Soldiers. Wie im Film dargestellt, wurde während des Unabhängigkeitskrieges eine wichtige Militärbasis in West-Point errichtet und am 4. Juli 1802 offiziell durch den Kongress eröffnet. Die Akademie entwickelte sich schnell zu einer renommierten Hochschule. Wie Hollywood Reporter ausführte, wurde der Film für den kurzen Epilog, der der Handlung vorangestellt war, und Porträts von West-Point Absolventen wie Ulysses S. Grant, Robert Emmett Lee, George Armstrong Custer, John J. Pershing und Douglas MacArthur enthielt, gelobt.
Laut Hollywood Reporter soll Randolph Scott Tyrone Power in der Rolle des Major Sam Carter ausgestochen haben. Für weitere Hauptrollen waren Henry Fonda und John Payne sowie Victor Mature im Gespräch. John Payne wurde durch John Sutton ersetzt, Sara Allgood durch Esther Dale. Die „10 Gentlemen“ des Originaltitels werden durch die folgenden Schauspieler dargestellt: George Montgomery (als Dawson), John Sutton (als Shelton), David Bacon (als Shippen), Dick Winslow, Roger Kirby, Stanley Parlan, Gene Rizzi, Max Cole, Tom Neal und John Meredith.
Soundtrack
- West Point March, Musik: Philip Egner
- Benny Havens, Oh! Musik adaptiert von The Wearing of the Green, Lyrik: Lt. O’Brien, spez. Lyrik: Frank Tresselt

## Kinostart
Premiere hatte der Film am 4. Juni 1942 in New York, in Los Angeles lief er am 25. Juni 1942 an, in Österreich im Jahr 1952 unter dem Titel 10 Leutnants von West-Point. In Deutschland kam er nicht ins Kino.
- Mexiko: 7. Oktober 1942 unter dem Titel Diez caballeros
- Portugal 26. März 1943 unter dem Titel Dez Heróis de West Point
- Schweden: 20. September 1943 unter dem Titel Tio gentlemän från West Point
- Finnland: 6. September 1946 unter dem Titel 10 sankaria
- Spanien (Madrid): 19. Dezember 1946 unter dem Titel Diez héroes de West Point
- Brasilien unter dem Titel Dez Cavalheiros de West Point
- Griechenland unter dem Titel Galazioi ippeis
- Italien unter dem Titel I cavalieri azzurri

## Kritik
TMP von der New York Times befand, dass der Film zwar Momente habe, wo Rührung aufkomme, aber häufiger schwerfällig und langweilig daherkomme. Für einen Regisseur wie Henry Hathaway und dessen Talent sei ein solcher Film eher ungewöhnlich und holperig in der Ausführung. Laird Cregar verkörpere den Bösewicht zwar gut, beeindrucke aber in keinem Moment als hartgesottener Kämpfer, während Maureen O’Hara lediglich voller Anmut durchs Bild husche.TMP:
Variety war der Ansicht, dass es zwar eine ganze Menge dramatischer Zwischenfälle gebe und auch einige komödiantische Momente geeignet seien, das Publikumsinteresse wachzuhalten, die Filmhandlung jedoch zu oft stagniere. Einzig die patriotische Perspektive helfe dem Film, zu überleben. Die Hauptschwierigkeit bestehe wohl darin, die dramatischen Geschehnisse mit der tatsächlichen Geschichte zu verbinden, um so gute Unterhaltung zu bieten.

## Auszeichnung
Oscarverleihung 1943: Oscarnominierung für Leon Shamroy in der Kategorie „Beste Kamera“ (Schwarzweißfilm). Der Oscar ging jedoch an Joseph Ruttenberg und das Filmdrama Mrs. Miniver.